# Casarão da Família Damasceno
O Casarão da Família Damasceno é um bem tombado localizado no município de Barão de Melgaço, no Mato Grosso.